# Bitwa pod Dobriczem
Bitwa pod Dobriczem określana też jako bitwa pod Bazargic – bitwa stoczona w dniach 5−7 września 1916 roku podczas I wojny światowej, pomiędzy armią bułgarską a połączonymi siłami rumuńsko-rosyjskimi.

## Przyczyny konfliktu

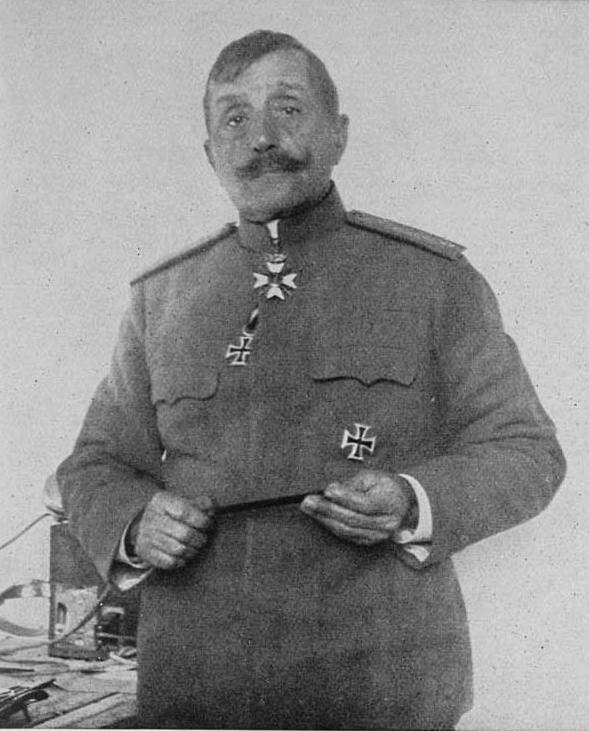
Gen. Stefan Toszew, dowódca 3 armii bułgarskiej

Po przystąpieniu Rumunii do I wojny światowej, bułgarska 3 Armia, dowodzona przez generała Stefana Toszewa, wkroczyła na terytorium Południowej Dobrudży, stanowiące w tym czasie część Rumunii. 4 września 1916 doszło do pierwszych walk rumuńskiej 19 Dywizji Piechoty stacjonującej w rejonie Dobricz z żołnierzami 8 Primorskiego pułku piechoty. Bułgarzy zajęli pozycje na przedpolach miasta, oczekując na atak połączonych sił rumuńsko-rosyjskich.

## Przebieg bitwy
W pierwszym dniu walk przeważające siły rumuńsko-rosyjskie atakowały okopaną wokół miasta piechotę bułgarską, czekającą na nadejście posiłków. 6 września oddziałom rosyjskim udało się zbliżyć na odległość 150–200 m do pozycji bułgarskich. Wtedy 35 Wraczański pułk piechoty przeprowadził kontratak. Atak na bagnety wprowadził zamieszanie na lewym skrzydle rosyjskim. Rosjanom zadano ciężkie straty, zmuszając całość sił atakujących do wycofania.
Losy bitwy rozstrzygnęły się w dniu 7 września. Dowodzący wojskami rumuńsko-rosyjskimi, gen. Zajonczkowski zdecydował się uderzyć większością swoich sił w kierunku zachodnim, na pozycje zajmowane przez osłabiony poprzednimi walkami 35 Wraczański i 36 Kozłodujski pułk piechoty. Główna nawała artyleryjska spadła na 35 pp, który został zdziesiątkowany. Do walki skierowano nawet słabo uzbrojone oddziały inżynieryjne. Sytuację uratowała 1 Dywizja Kawalerii gen. Iwana Kolewa, która dotarła z opóźnieniem na pole bitwy (wcześniej, 3 września toczyła bój pod Karapelit). Około 16.00 bułgarscy kawalerzyści uderzyli w rejonie wsi Klisedżik (dzis. Alcek) na tyły ochotniczych oddziałów serbskich, które miały osłaniać rosyjską 3 dywizję kawalerii. Niespodziewany atak wywołał panikę także w szeregach rosyjskich. W tym samym czasie, mimo wyraźnej przewagi rumuńskiej, piechota bułgarska rozpoczęła kontratak pod Dobriczem, który zmusił oddziały przeciwnika do wycofania się w kierunku północnym. 7 września wieczorem wojska bułgarskie wkroczyły do Dobricza.

## Skutki bitwy
W walkach pod Dobricz strona bułgarska straciła 1053 zabitych (w tym 31 oficerów). Większość z nich poległa w ostatnim dniu bitwy. Wśród ciężko rannych był dowódca 8 pułku primorskiego – płk Panajot Minkow, a także płk Dimityr Czolakow z 35 pułku wraczańskiego. Największe straty poniósł 36 kozłodujski pułk piechoty, tracąc 342 zabitych i 1012 rannych. 35 pułk stracił w bitwie 121 zabitych i 532 rannych. Większość ofiar bitwy spoczęła w mauzoleum wojennym w Dobricz.
Bitwa pod Dobricz związała znaczną część sił rumuńsko-rosyjskich w Dobrudży. W tym czasie główne siły 3 Armii bułgarskiej mogły wziąć udział w bitwie pod Turtucaia. Sukcesy militarne pozwoliły Bułgarom przejąć kontrolę nad Południową Dobrudżą i zepchnąć siły rumuńsko-rosyjskie na północ, na linię Mangalia – jezioro Oltina, gdzie rozegrała się kolejna faza kampanii.

## Pamięć o bitwie
Bitwa pod Dobricz stanowi kanwę opowiadania Jordana Jowkowa – Bułgarka, pojawia się także w zbiorze Czerwone strony Antona Straszimirowa.